# Sonata per a piano núm. 16 (Mozart)
La Sonata per a piano núm. 16 en do major, K 545, la «Sonata Facile» (Sonata fàcil), és una de les sonates més conegudes de Wolfgang Amadeus Mozart. La data de composició és el 26 de juny de 1788, la mateixa data que la seva Simfonia núm. 39. És un dels casos coneguts d'ús del baix d'Alberti, recurs formal que apareix en alguns fragments de l'Allegro i constitueix la major part de l'acompanyament de l'Andante.
El nom de Sonata fàcil és en realitat que pot portar a confusió, ja que Mozart es trobava ja en la seva maduresa total. La construcció harmònica, el desenvolupament i les perfectes dimensions de l'obra en tots sentits, aporten a aquesta sonata una profunditat particularment difícil d'interioritzar i d'expressar en una interpretació. No és tant el virtuosisme que exigeix com l'experiència ontològica de l'artista.

## Audició
| 1. Allegro                                               |
|                                                          |
| Interpretat per Robin Alciatore. Per cortesia de Musopen |
|                                                          |
| 2.Andante                                                |
|                                                          |
| Mutopia Project                                          |
|                                                          |
| 3. Rondo                                                 |
|                                                          |
| Mutopia Project                                          |
|                                                          |

## Estructura
L'obra té tres moviments:
- Allegro
- Andante
- Rondó

### Allegro
Aquest primer moviment, en la tonalitat de do major, està escrit en la forma sonata (ABA). El conegut tema inicial està acompanyat per un baix d'Alberti a càrrec de la mà esquerra. El passatge del pont està format per sèries d'escales que condueixen a una cadència en sol major, la tonalitat del segon tema. A continuació ve una codetta per concloure l'exposició i després es repeteix l'exposició. El desenvolupament comença en sol menor i modula a través de diverses tonalitats. La recapitulació comença, de manera inusual, en la tonalitat de la subdominant, fa major. Segons Charles Rosen, la pràctica de començar la recapitulació amb la subdominant era una opció "rara en el moment que [la sonata] va ser escrita," encara que aquest tipus de pràctica posteriorment va ser emprada per Franz Schubert.

### Andante
El segon moviment està sol major, la tonalitat dominant de do major. La música modula a la tonalitat menor paral·lela (sol menor) i el seu relatiu major (si bemoll major). El moviment modula llavors a la tònica, i després de tornar a sentir el tema principal i el desenvolupament, conclou.

### 3. Rondo
El tercer moviment és un rondó i està en la tonalitat de la tònica, do major. El primer tema és animat i permet a l'oient gaudir de la peça. El segon tema és en sol major i conté un baix d'Alberti a la mà esquerra. El primer tema torna a aparèixer abans que es presenti un tercer tema en un to menor. Després de modular per diferents tonalitats torna a la de do major. El primer tema reapareix fins a la coda; l'obra finalment acaba en la tonalitat principal, do major.
Aquest final va ser transportat a fa major i recollit amb un arranjament per a piano sol en el segon moviment de la Sonata per a violí en fa major i per formar l'amalgama de fragments musicals que és la Sonata per a piano en fa major, K. 547bis.

## Altres arranjaments

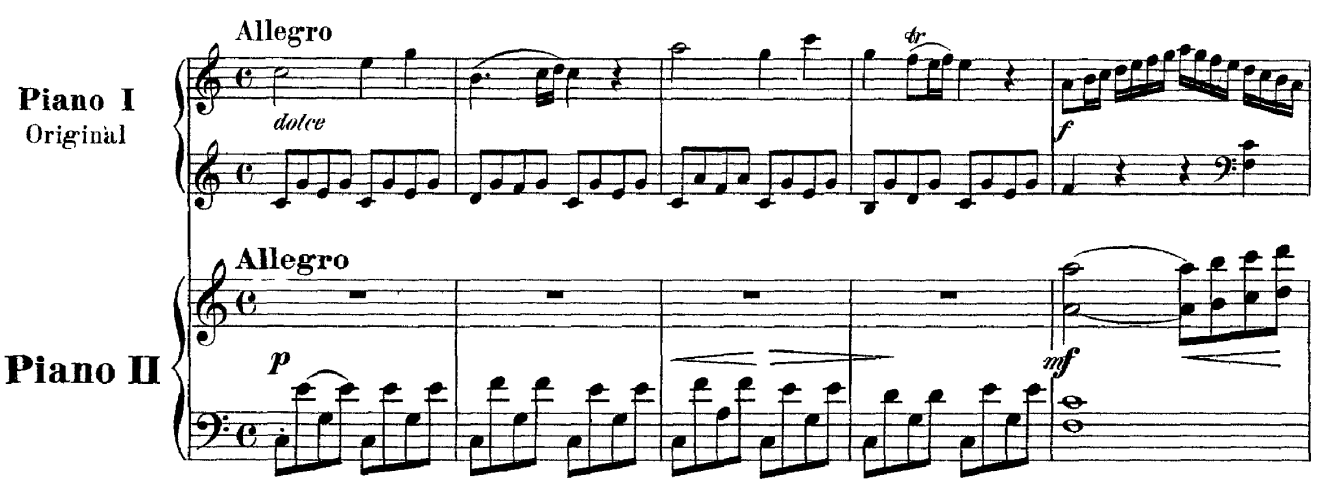
Primera línia de l'arranjament de Grieg.

El 1876–1877, Edvard Grieg va arranjar aquesta sonata per a dos pianos, afegint més acompanyament a la segona part de piano, mentre que la primera part de piano interpreta l'original tal com el va escriure Mozart. "Tractant d'impartir a diverses de les sonates de Mozart un efecte tonal atractiu per a les nostres orelles modernes", Grieg va deixar un o dos documents il·lusionants sobre el que esperaven aquells oïdes noruegues de finals del segle xix". Un enregistrament notable és el d'Elisabeth Leonskaja acompanyada per Sviatoslav Richter (1996).
El músic de jazz Raymond Scott va adaptar el tema inicial del primer moviment per a la seva peça "In An Eighteenth Century Drawing Room".